# Ultramort
Ultramort ist eine Gemeinde in der autonomen Region Katalonien in Spanien in der Provinz Girona mit 214 Einwohnern (Stand: 2024). 

## Lage
Ultramort liegt etwa 21 Kilometer ostnordöstlich von Girona und etwa 95 Kilometer nordöstlich von Barcelona nahe der Costa Brava in einer Höhe von ca. 30 m. 

## Bevölkerungsentwicklung
| Jahr      | 1970 | 1981 | 1991 | 2001 | 2011 | 2021 |
| Einwohner | 237  | 225  | 201  | 201  | 207  | 227  |

## Sehenswürdigkeiten
- Reste der Festung Finestres
- Eulalienkirche

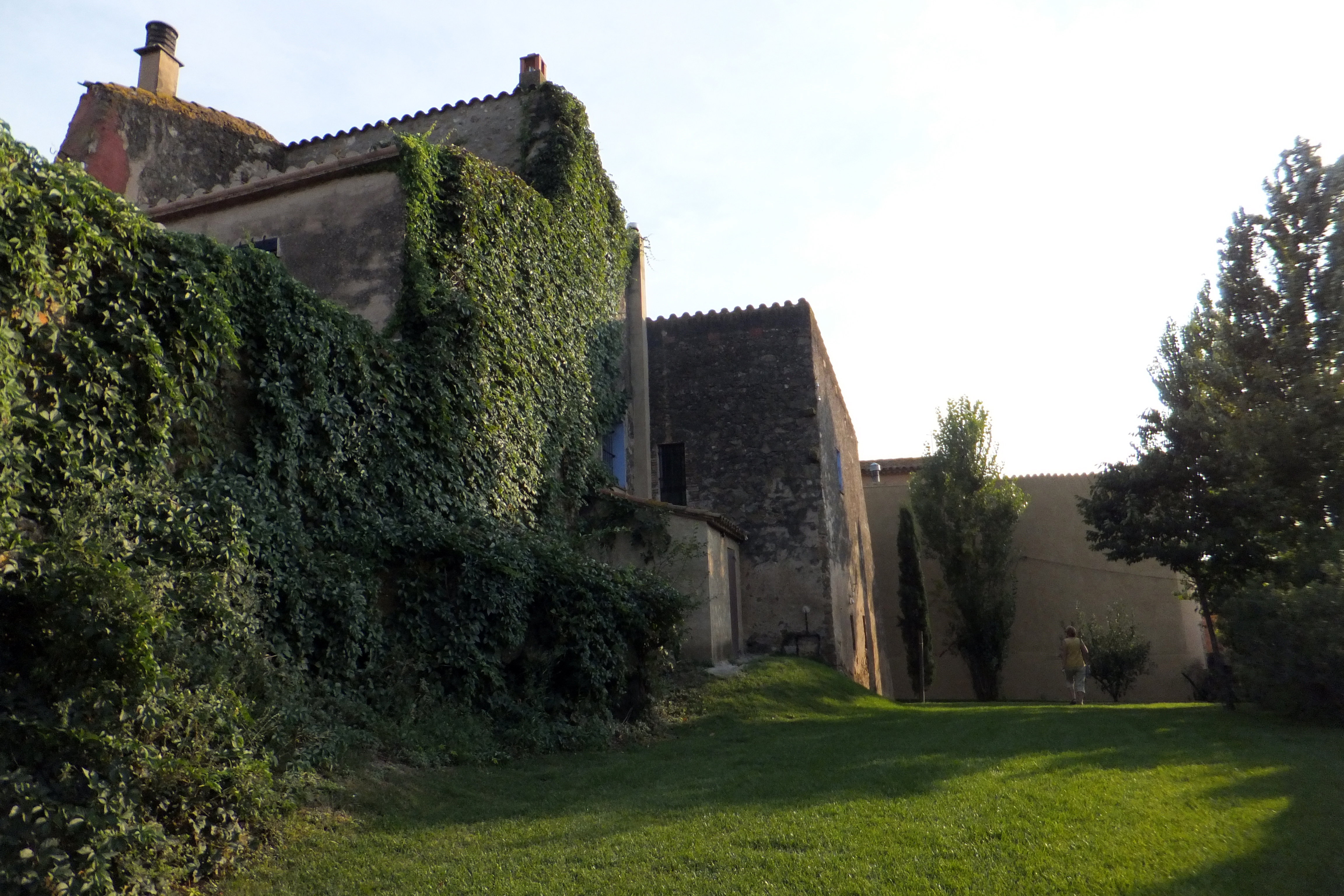
Festung Finestres
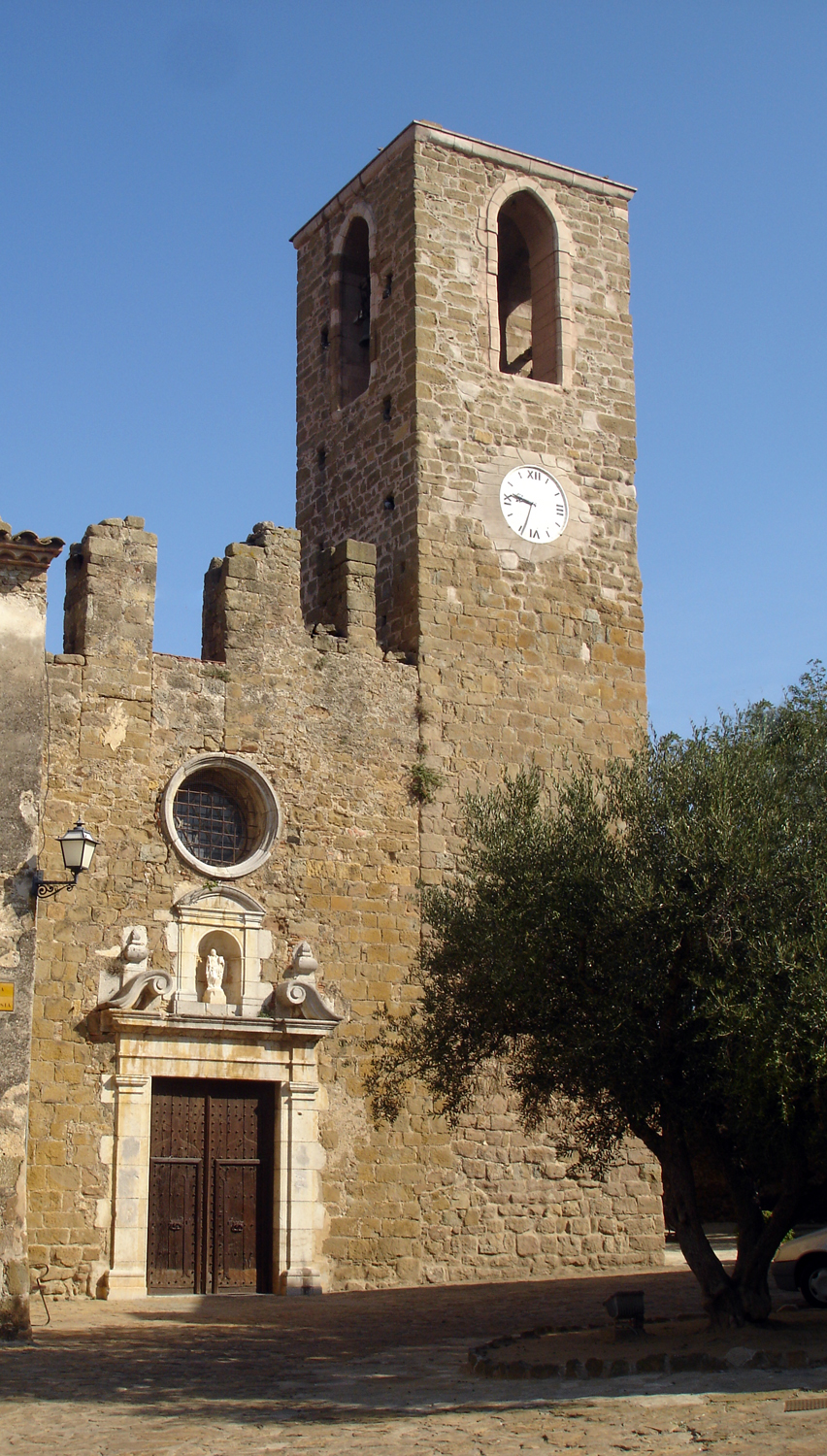
Eulalienkirche
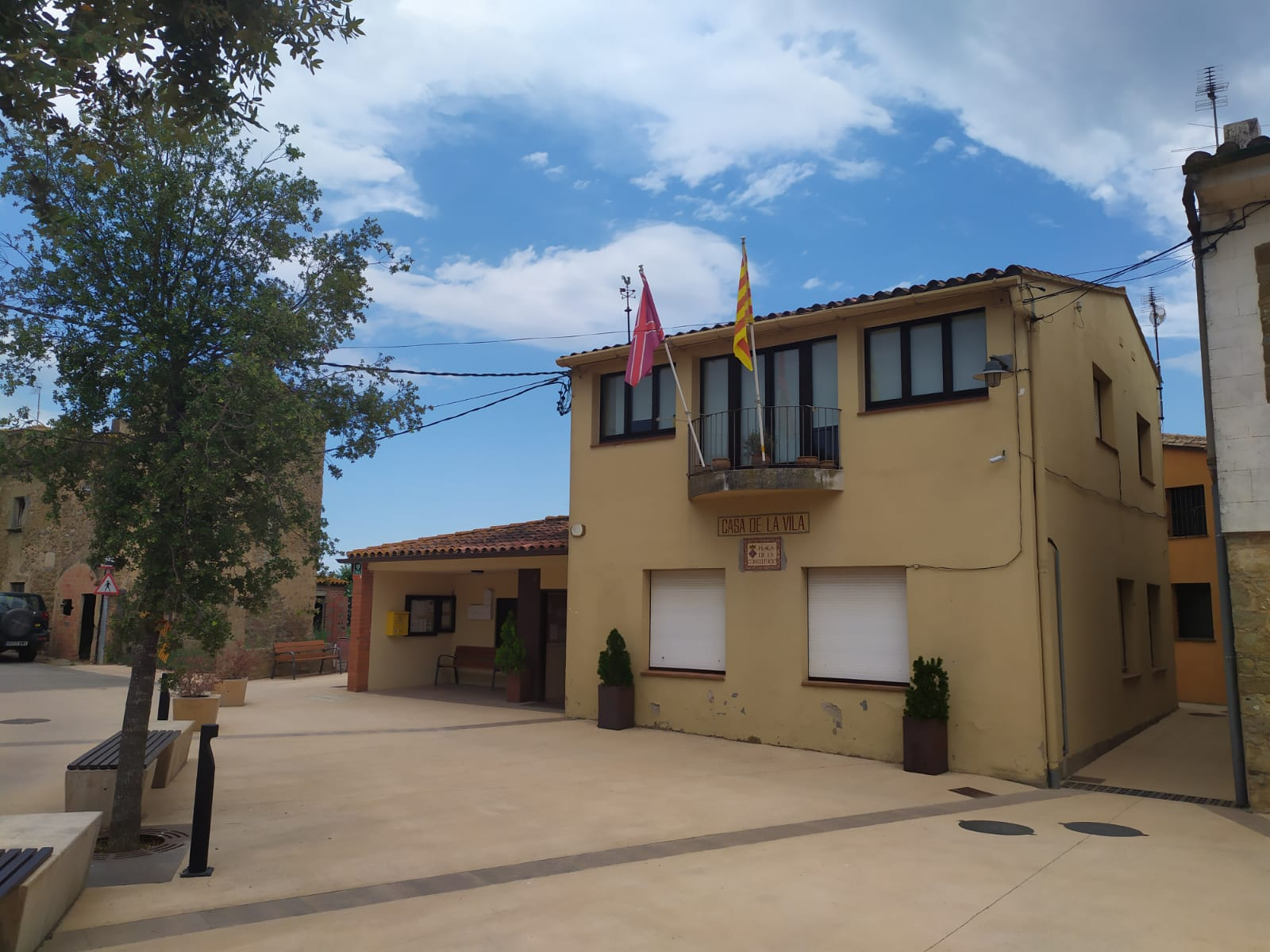
Rathaus